# Greenwich (Ohio)

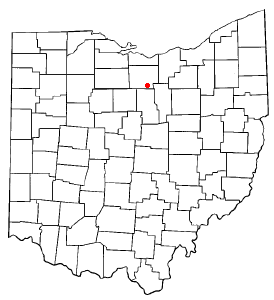
Położenie miejscowości na mapie stanu Ohio

Greenwich – wieś w USA, w stanie Ohio, w hrabstwie Huron.
Liczba mieszkańców w 2000 roku wynosiła 1 525.